# Халхгол
Халхгол — сомон аймаку Дорнод, Монголія. Територія 28 тис. км², населення 8,5 тис. Центр — селище Тамсаг булаг — розташований на відстані 250 км від Чойбалсана та 900 км від Улан-Батора. Пункт пропуску на кордоні з КНР Овдог Баянхошуу.

## Рельєф
Гори Баян-Улзий (1001 м), Вангийн цагаан (1098 м), Хавцал (940 м), Лхамхайрхан (1186 м), Тосон (820 м), Зуунмодон, степи Менен, Тамсаг. Мало рік, є неглибокі солені озера.

## Клімат
Різкоконтинентальний клімат. Середня температура січня −18°С, липня +20°С. Протягом року в середньому випадає 200–300 мм опадів.

## Тваринний та рослинний світ
Водяться корсаки, манули, козулі, тарбагани, вовки, лисиці, зайці.

## Економіка
Вугілля, нафта, свинець, хімічна та будівельна сировина